# Guro-gu
« District de Guro » redirige ici. Pour le district au Mozambique, voir District de Guro (Mozambique).

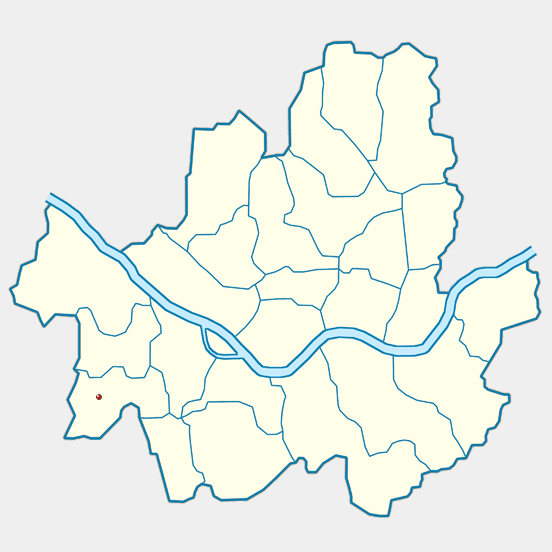
Situation dans Séoul

Guro-gu (hangul : 구로구 ; hanja : 九老區) est un arrondissement (gu) de Séoul situé au sud du fleuve Han.

## Quartiers
Guro est divisé en quartiers (dong) : 
- Gaebong 1
- Gaebong 2
- Gaebong 3
- Gaebongbon
- Garibong 1
- Gocheock 1
- Gocheock 2
- Guro 1
- Guro 2
- Guro 3
- Guro 4
- Guro 5
- Guro 6
- Oryu 1
- Oryu 2
- Gurobon
- Sindorimi
- Sugungi

## Curiosités
- Un des quartiers des citoyens chinois de nationalité coréenne (조선족) dans le quartier de Garibong (가리봉동). Voir aussi l'article sur la Diaspora coréenne en Chine

### Jumelages
- Issy-les-Moulineaux (France)